# ゾフィー・フォン・トゥルン・ウント・タクシス
ゾフィー・フリーデリケ・ドロテア・ヘンリエッテ・フォン・トゥルン・ウント・タクシス（Prinzessin Sophie Friederike Dorothea Henriette von Thurn und Taxis, 1758年7月20日 - 1800年5月31日）は、ドイツの諸侯トゥルン・ウント・タクシス家の公女で、ポーランドの大貴族ラジヴィウ公爵家に嫁いだ。

## 生涯
トゥルン・ウント・タクシス侯カール・アンゼルムと、その妻でヴュルテンベルク公カール・アレクサンダーの娘であるアウグステの間の第2子、次女として生まれた。1775年12月31日に実家のレーゲンスブルクにおいて、ヒェロニム・ヴィンツェンティ・ラジヴィウ公爵と結婚した。
ゾフィーは作曲家・ピアニストのヤン・ラディスラフ・ドゥシークとの不倫の恋愛事件で知られる。ドゥシークは1782年頃、ゾフィーの義兄であるカロル・スタニスワフ・ラジヴィウ公爵が所有するニャスヴィシュの宮殿の礼拝堂指揮者となり、ゾフィーと知り合った。2人は1784年1月17日、国境を越えてプロイセン領に駆け落ちし、ティルジットまで逃れた。義兄カロル公は1月25日に友人に宛てた手紙の中で、自分の指揮者と義妹の逃避行について明かしている。2人は次いでハンブルクに移ったが、そこでゾフィーはドゥシークと別れて単身レーゲンスブルクの実家に帰り、まもなく夫と和解して婚家に帰った。
夫妻の間には1786年、後にラジヴィウ家の家督を継ぐ一人息子ドミニク・ヒェロニム・ラジヴィウ（1786年 - 1813年）が生まれた。ゾフィーはその年のうちに夫と死別した。その後、1795年にアンジェイ・カザノフスキと再婚、1797年にミコワイ・オストロルク伯爵と再々婚している。

## 引用
1. ↑  Darryl Lundy (2008年12月13日). “Sophie Friederike Dorothea Henriette Prinzessin von Thurn und Taxis”.  thePeerage.com. 2010年1月1日閲覧。
2. ↑  Paul Theroff. “THURN und TAXIS”.   Paul Theroff's Royal Genealogy Site. 2010年1月1日閲覧。
3. ↑  Howard A. Craw, A Biographiy and Thematic Catalog of the Works of J. L. Dussek, Ann Arbor, Michigan, 1964, S. 31–34